# Tharra testacea
Tharra testacea är en insektsart som beskrevs av Walker 1870. Tharra testacea ingår i släktet Tharra och familjen dvärgstritar. Inga underarter finns listade i Catalogue of Life.